# 何秀萍
何秀萍（6月6日—），進念二十面體創團成員，多重身分媒體人：劇場演員、填詞人、散文作家、自由寫作人、電台DJ、電台節目監製等等。
1992年至1996年間以藝名何利利在香港商業二台任職節目主持。又化名「母夜叉」主持節目《妖獸都市》（一個星期五天五個不同風格，王喜是其中一位主持人）。
1996年離港移居美國西岸, 其間繼續寫詞, 作品散見於黃耀明、 at17、 盧巧音、楊千嬅、何韻詩等專輯。
2003年為進念舞台劇《半生緣》 撰寫歌詞, 由劉若英主唱。 
2004年回流香港，後香港商業一台主持節目有誰共鳴、兩個女人越夜越美麗至2016年3月31日。
她曾經為香港著名流行歌手/樂隊撰寫歌詞，如達明一派、楊千嬅、黃耀明、鄭秀文、盧巧音、郭富城、何韻詩等人。第一首填詞作品是為達明一派樂隊的第三張錄音室專輯《我等著你回來》寫了〈那個下午我在舊居燒信〉。
不時於專欄上撰寫有關自己生活的文章，表示自己是享樂主義印象派。

## 曾主持節目
- 《妖獸都市》
- 《在晴朗的一天出發(903)》
- 《兩個女人》
- 《有誰共鳴》
- 《兩個女人越夜越美麗》
- 《美食殿堂》
- 《月光光呵呵呵》

## 曾發表填詞作品

### 1987年
| - 達明一派 - 那個下午我在舊居燒信 |

### 1988年
| - 達明一派、陳慧嫻 - 末世情 |

### 1989年
| - 達明一派 - 情流夜中環 |

### 1990年
| - 達明一派 - 開口夢 |

### 1992年
| - 黃耀明 - 過日辰 |

### 1993年
| - 彭 羚 - 心頭好 |

### 1994年
| - 周慧敏 - 只等這一季 - 草 蜢 - 斷句 - 梁漢文 - 忘得了，忘不了 | - 郭富城 - 你是我的1/2 - 楊采妮 - 初戀 - 鄭秀文 - 時間地點人物 |

### 1995年
| - 草 蜢 - 在家千日好 - 莫文蔚 - 到了晚上 | - 陳慧琳 - 人們不會忘記 - 彭 羚 - 窗外 |

### 1996年
| - 何超儀 - 請按…… - 何超儀 - 日有所思 | - 鄭秀文 - 不要 - 蘇永康 - 不見不散 |

### 1997年
| - 何超儀 - 戲髮 - 梁漢文 - 休息一天 | - 陳奕迅 - 跟我走好嗎 - 楊千嬅 - 直覺 |

### 1998年
| - 楊千嬅 - 快樂的 - 楊千嬅 - 一些生活 | - 楊千嬅、梁漢文、陳奕迅 - 不一樣的夏 |

### 1999年
| - 梅艷芳 - 不快不吐 - 梅艷芳 - 想不起來 - 梁漢文 - 舊約 - 彭 羚 - 我的美麗與哀愁 | - 楊千嬅 - 夏天的故事 - 盧巧音 - 聽雨的歌 - 盧巧音 - 我愛廚房 |

### 2000年
| - 陳奕迅 - 戲迷情人 - 鄭伊健 - 迷香 | - 盧巧音 - 女魔術師的催眠療法 - 盧巧音 - 說夢 |

### 2001年
| - 王 菲 - 心路 - 何韻詩 - 神經痛 - 梁詠琪 - 西貢小姐 | - 楊千嬅 - 紫色 - 盧巧音 - 無痛分手 |

### 2002年
| - at17 - 黑羊 - 楊千嬅 - 適量運動與均衡飲食 - 楊千嬅 - 慢．熱……北海道夏 - 楊千嬅 - 聖誕禮物 | - 黎瑞恩 - 雲上的日子 - 盧巧音 - 亂世佳人 - 盧巧音 - 天下 |

### 2003年
| - 黃耀明 - 艷陽天 - 楊千嬅 - 啼笑因緣 | - 楊千嬅 - 舊地 - 盧巧音 - 刺 |

### 2005年
| - 王麗達 - 找樂 - 王麗達 - 風雲 - 田 震 - 盡在不言中 | - 楊千嬅 - 長恨哥哥 - 達明一派 - 萬年青 - 鄧穎芝 - 酸甜 |

### 2008年
| - 容祖兒 - 頹 | - 黃耀明 - 憶苦思甜 |

### 2009年
| - at17 - 少年遊 | - 黃耀明 - 飛飛飛——大紫禁城II |

### 2011年
| - PixelToy - 異床同夢 - 何韻詩 - 茫茫 | - 何韻詩 - 花辭 - 黃耀明 - 燕子飛——大紫禁城III |

### 2012年
| - Kolor - 湖 - 何韻詩 - 花辭（國） | - 泳 兒 - 打開窗 - 盧巧音 - 小念頭 |

### 2014年
| - 林二汶 - 別的 |

### 2017年
| - 盧巧音 - 明日我與你海邊跑一天 |

### 2018年
| - per se - 逝水如斯 |

### 2022年
| - The Hertz - 末世情書 | - Yellow! Feat. 麗英 - 有誰露營 |

## 著作
- 《從今以後》1998年5月，家課制作，香港 ISBN 9789628118052
- 《一個女人》(A Single Woman) 2012年12月，香港三聯書店 ISBN 9789620433221
- 《一個女人》(A Single Woman)（簡體版）2013年8月，新知三聯書店，ISBN 9787108045119
- 《一陣塵煙》2023年5月，見山書店，香港 ISBN 9789887588457

## 外部連結
- 何秀萍的新浪微博 （页面存档备份，存于）
- 人山人海成員簡介 （页面存档备份，存于）
- 商業電台的主持人簡介 （页面存档备份，存于）
- 何秀萍為楊千嬅填寫的作品簡介及評論 （页面存档备份，存于）

1. ↑  .   [2017-12-23]. （原始内容存档于2017-12-23）.